# Díber Cambindo
Díber Armando Cambindo Abonía (Guachené, Cauca; 17 de febrero de 1996) es un futbolista colombiano. Juega como delantero centro en el Club Necaxa de la Primera División de México.

## Carrera en clubes
Hizo su debut profesional en el año 2016 en Chile, vistiendo la camiseta del Unión San Felipe, escuadra donde solo tuvo la oportunidad de contar con 139 minutos de juego.
Por lo que en 2017 regreso a Colombia, donde Hernando Ángel, máximo accionista del Deportes Quindío y uno de los directivos con más poder en el fútbol colombiano, lo fichara. En el Deportes Quindío, Cambindo disputó un total de 101 partidos con la camiseta ‘Cuyabra’, con la que dejó una marca de 36 goles.
Su mejor temporada fue la 2020, en la que festejó 17 tantos, 12 por el Torneo de la B y 5 en la Copa Colombia, donde su club llegó hasta las semifinales. El 12 de febrero del 2021 el club América de Cali adquirió al jugador, solo disputaría 13 partidos dónde marcaría 1 gol.
El 18 de junio del 2021 fue anunciado como nuevo jugador del Deportivo Independiente Medellín de Colombia, cedido en condición de préstamo, debutaría ante Once Caldas en el partido de ida por la tercera ronda de la Copa Colombia, y en su segundo partido ante el mismo rival anotaría su primer gol en el club, hasta el momento en el Independiente Medellín, ha disputado 29 partidos donde ha anotado 14 ocasiones.

## Estadísticas
| Club                              | Div.          | Temporada     | Liga  | Liga  | Liga  | Copas | Copas | Copas | Internacional | Internacional | Internacional | Total | Total | Total |
| Club                              | Div.          | Temporada     | Part. | Goles | Asis. | Part. | Goles | Asis. | Part.         | Goles         | Asis.         | Part. | Goles | Asis. |
| --------------------------------- | ------------- | ------------- | ----- | ----- | ----- | ----- | ----- | ----- | ------------- | ------------- | ------------- | ----- | ----- | ----- |
| Unión San Felipe · Chile          | 2.ª           | 2016          | 3     | 0     | 0     | -     | -     | -     | -             | -             | -             | 3     | 0     | 0     |
| Unión San Felipe · Chile          | Total club    | Total club    | 3     | 0     | 0     | 0     | 0     | 0     | 0             | 0             | 0             | 3     | 0     | 0     |
| Deportes Quindío · Colombia       | 2.ª           | 2017          | 15    | 4     | 0     | 4     | 0     | 0     | -             | -             | -             | 19    | 4     | 0     |
| Deportes Quindío · Colombia       | 2.ª           | 2018          | 19    | 3     | 0     | 4     | 1     | 0     | -             | -             | -             | 23    | 4     | 0     |
| Deportes Quindío · Colombia       | 2.ª           | 2019          | 28    | 9     | 0     | 4     | 0     | 0     | -             | -             | -             | 32    | 9     | 0     |
| Deportes Quindío · Colombia       | 2.ª           | 2020          | 18    | 12    | 0     | 6     | 5     | 0     | -             | -             | -             | 24    | 17    | 0     |
| Deportes Quindío · Colombia       | 2.ª           | 2021          | 3     | 2     | 0     | -     | -     | -     | -             | -             | -             | 3     | 2     | 0     |
| Deportes Quindío · Colombia       | Total club    | Total club    | 83    | 30    | 0     | 18    | 6     | 0     | 0             | 0             | 0             | 101   | 36    | 0     |
| América de Cali · Colombia        | 1.ª           | 2021          | 11    | 1     | 0     | -     | -     | -     | 2             | 0             | 0             | 13    | 1     | 0     |
| América de Cali · Colombia        | Total club    | Total club    | 11    | 1     | 0     | 0     | 0     | 0     | 2             | 0             | 0             | 13    | 1     | 0     |
| Independiente Medellín · Colombia | 1.ª           | 2021          | 18    | 3     | 1     | 4     | 1     | 0     | -             | -             | -             | 22    | 4     | 1     |
| Independiente Medellín · Colombia | 1.ª           | 2022          | 46    | 12    | 5     | 6     | 3     | 0     | 6             | 1             | 0             | 58    | 16    | 5     |
| Independiente Medellín · Colombia | 1.ª           | 2023          | 17    | 8     | 0     | -     | -     | -     | 5             | 1             | 0             | 22    | 9     | 0     |
| Independiente Medellín · Colombia | Total club    | Total club    | 81    | 23    | 6     | 10    | 4     | 0     | 11            | 2             | 0             | 102   | 29    | 6     |
| Cruz Azul · México                | 1.ª           | 2023-24       | 16    | 4     | 1     | -     | -     | -     | 2             | 0             | 0             | 18    | 4     | 1     |
| Cruz Azul · México                | Total club    | Total club    | 16    | 4     | 1     | 0     | 0     | 0     | 2             | 0             | 0             | 18    | 4     | 1     |
| Club Necaxa · México              | 1.ª           | 2023-24       | 16    | 9     | 4     | -     | -     | -     | -             | -             | -             | 16    | 9     | 4     |
| Club Necaxa · México              | 1.ª           | 2024-25       | 32    | 16    | 0     | -     | -     | -     | 3             | 1             | 0             | 35    | 17    | 0     |
| Club Necaxa · México              | 1.ª           | 2025-26       | 5     | 1     | 0     | -     | -     | -     | 2             | 0             | 0             | 7     | 1     | 0     |
| Club Necaxa · México              | Total club    | Total club    | 53    | 26    | 4     | 0     | 0     | 0     | 5             | 1             | 0             | 58    | 27    | 4     |
| Total carrera                     | Total carrera | Total carrera | 247   | 84    | 11    | 28    | 10    | 0     | 20            | 3             | 0             | 295   | 97    | 11    |

## Palmarés

### Distinciones individuales
| Distinción                                           | Año  |
| ---------------------------------------------------- | ---- |
| Máximo goleador de la Categoría Primera B (12 goles) | 2020 |
| Máximo goleador de la Copa Colombia (5 goles)        | 2020 |
| Campeón de Goleo del Torneo Clausura (8 goles)       | 2024 |